# 黃翊 (台灣)

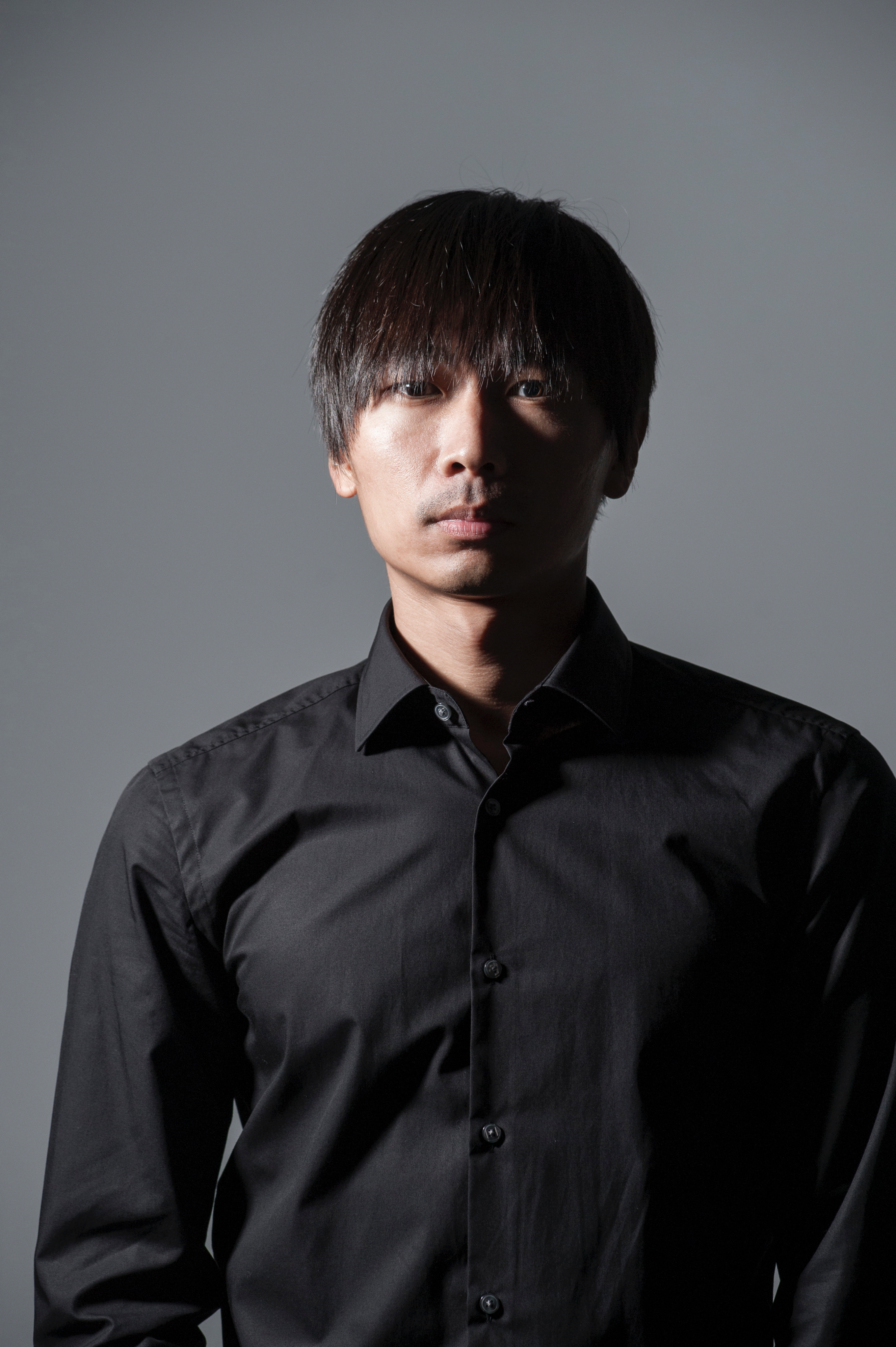
黃翊

黃翊（1983年10月26日—），台灣舞蹈家、編舞家、科技藝術家，出生於台灣嘉義。是黃翊工作室創辦人暨藝術總監、2013年亞洲文化協會獎學金受獎人、紐約 Sozo Artists藝術經紀公司藝術家。畢業於國立臺北藝術大學舞蹈創作研究所。第56屆文化與藝術類十大傑出青年。

## 簡歷
- 2024《墨 - Ink》受邀美國德州表演藝術中心 Texas Performing Arts 演出[2]
- 2024《墨 - Ink》受邀美國紐約林肯中心 Lincoln Center Rose Theater 演出[3]
- 2024《黃翊與庫卡 - HUANG YI & KUKA》美國佛羅里達 Live Arts Miami 演出[4]
- 2024《黃翊與庫卡 - HUANG YI & KUKA》美國北卡羅來納 NC State LIVE 演出[5]
- 2024《黃翊與庫卡 - HUANG YI & KUKA》美國蒙大拿 Warren Miller 表演藝術中心演出
- 2024《黃翊與庫卡 - HUANG YI & KUKA》美國奧勒岡 PRAx 藝術中心演出[6]
- 2024《黃翊與庫卡 - HUANG YI & KUKA》美國加州理工學院演出[7]
- 2024《黃翊與庫卡 - HUANG YI & KUKA》第100場獲邀緯創資通集團邀請演出
- 2024《黃翊與庫卡 - HUANG YI & KUKA》第99場特別演出臺大遊心劇場
- 2024《黃翊與庫卡 - HUANG YI & KUKA》法國吉代 L'Estran 劇院演出[8]
- 2024《黃翊與庫卡 - HUANG YI & KUKA》法國奧特古蘭 Le Quatrain 劇院演出
- 2024《黃翊與庫卡 - HUANG YI & KUKA》法國亞眠 Le Safran 劇院演出
- 2024《黃翊與庫卡 - HUANG YI & KUKA》法國布里昂松 Théâtre du Briançonnais 劇院演出
- 2024《黃翊與庫卡 - HUANG YI & KUKA》法國梅朗 L'Hexagone 劇院演出
- 2024《黃翊與庫卡 - HUANG YI & KUKA》嘉義市音樂廳演出
- 2023《往劇場的路上 - The Way To The Theater》第 14 屆希臘雅典影像舞蹈計畫
- 2023《此生 - This Life》第二階段，中國信託新舞臺藝術節
- 2023《黃翊與庫卡 - HUANG YI & KUKA》獲邀《未來・就是現在》商業週刊 x 安聯投信 AI 論壇演出
- 2023《墨 - Ink》黃翊與書法家董陽孜、音像藝術家黑川良一合作作品，臺中國家歌劇院中劇場世界首演、國家戲劇院巡演
- 2022《黃翊與庫卡 - HUANG YI & KUKA》洪建全基金會５０週年演出
- 2022《黃翊與庫卡 - HUANG YI & KUKA》法國勒阿弗爾 Le Tetris 劇院演出
- 2022《黃翊與庫卡 - HUANG YI & KUKA》法國南特 Stereolux 劇院演出
- 2022《黃翊與庫卡 - HUANG YI & KUKA》西班牙馬德里 Teatros de Canal 劇院演出
- 2022《黃翊與庫卡 - HUANG YI & KUKA》法國 Vagamondes 藝術節 米魯斯 La Filature 劇院演出
- 2022《黃翊與庫卡 - HUANG YI & KUKA》松山文創園區演出
- 2022《小螞蟻與機器人：咖啡小酒館 - Little Ant & Robot Café》松山文創園區演出
- 2021《小螞蟻與機器人：咖啡小酒館 - Little Ant & Robot Café》 松山文創園區世界首演
- 2021《小螞蟻與機器人：咖啡小酒館 - Little Ant & Robot : A Nomad Café 》國家戲劇院世界首演、臺中國家歌劇院中劇場、高雄衛武營藝術文化中心戲劇院巡演
- 2019《黃翊與庫卡 - HUANG YI & KUKA》墨西哥瓜納華托塞萬提斯國際藝術節演出
- 2019《黃翊與庫卡 - HUANG YI & KUKA》受威瑪德國國家劇院邀請，於威瑪加場演出
- 2019《黃翊與庫卡 - HUANG YI & KUKA》德國威瑪國際文化論壇閉幕演出
- 2019《黃翊與庫卡 - HUANG YI & KUKA》德國杜賽朵夫Hi Robot！藝術節演出
- 2019《黃翊與庫卡 - HUANG YI & KUKA》香港藝術節演出
- 2019《長路 - A Million Miles Away》國家戲劇院世界首演，2019台灣國際藝術節開幕之作、臺中國家歌劇院中劇場、高雄衛武營藝術文化中心戲劇院巡演
- 2018《黃翊與庫卡 - HUANG YI & KUKA》德國路德維希港藝術節演出
- 2018《地平面以下 - Under the Horizon》台北藝術節亞洲首演、閉幕之作
- 2018《地平面以下 - Under the Horizon》荷蘭烏特勒支世界首演、荷蘭巡演
- 2018《黃翊與庫卡 - HUANG YI & KUKA》臺中國家歌劇院台灣國際藝術節閉幕演出[9]
- 2018《物 - Objects》第二階段，法國巴黎夏佑宮駐館創作
- 2018《黃翊與庫卡 - HUANG YI & KUKA》荷蘭舞蹈節演出[10]
- 2017《黃翊與庫卡 - HUANG YI & KUKA》TED年度大會 開幕演出[11]
- 2017《黃翊與庫卡 - HUANG YI & KUKA》韓國（首爾）巡演
- 2016《黃翊與庫卡 - HUANG YI & KUKA》新加坡華藝節、澳洲（布里斯本、雪梨）、阿拉伯聯合大公國（阿布達比）、瑞士Step舞蹈節[12]（琉森、蘇黎世、伯恩、沙夫豪森）、波蘭（佛羅斯瓦夫）巡演
- 2015《黃翊與庫卡 - HUANG YI & KUKA》美國巡演（馬里蘭州、亞特蘭大、西拉法葉、聖地牙哥）
- 2015《黃翊與庫卡 - HUANG YI & KUKA》台北雲門劇場演出
- 2015《黃翊與庫卡 - HUANG YI & KUKA》北京77劇場演出
- 2015《物 - Objects》第一階段、《地平面以下 - Under the Horizon》第二階段，兩廳院委託創作。
- 2015《黃翊與庫卡 - HUANG YI & KUKA》全版，廣藝基金會委託創作，紐約3LD科技藝術中心世界首演。
- 2014 獲紐約Sozo Artists藝術經紀公司邀請，成為該公司合作藝術家。[13]
- 2014《量身訂做 - Special Order》國家表演藝術中心 實驗劇場。
- 2014《浮動的房間 - The Floating Domain》(新版) 雲門２委託創作。
- 2013《黃翊與庫卡 - HUANG YI & KUKA》奧地利林茲科技藝術節頒獎典禮演出[14]。
- 2013 獲亞洲文化協會（ACC）獎學金，赴紐約進修半年[15]。
- 2013《光 - Light》、《無聲雨 - Lost for Words》雲門舞集２團委託創作。
- 2012《雙黃線 - Dobule Yellow Lines》兩廳院委託創作，國家表演藝術中心 實驗劇場。
- 2012《黃翊與庫卡 - HUANG YI & KUKA》第二度榮獲台北數位藝術節，第三屆數位表演獎 首獎。
- 2011 於許芳宜的推薦下，成為美國舞蹈雜誌「25位最受矚目舞蹈家（25 to Watch）」[16]。
- 2011《交響樂計畫 壹. 機械提琴 - Symphony Project I. Violin》雲門舞集２團委託創作。
- 2010《交響樂計畫 - Symphony Project》獲台北數位藝術節，第一屆數位表演獎 首獎。
- 2010《低語 - Whisper》獲第3屆丹麥跨界連結舞團國際編舞大賽二獎。
- 2010《浮動的房間 - Floating Domain》雲門舞集２團委託創作。
- 2009《光怪 - Funky Light》第四屆台北科技藝術節開幕演出。
- 2009《紅 - Red》、《TA-TA for Now》雲門舞集２團委託創作與北市國合作演出。
- 2009《流魚 - Wicked Fish》雲門舞集２團委託創作。
- 2008《身・音 - Body・Sound》雲門舞集２團委託創作。
- 2007 於恩師羅曼菲與師長們的推薦下，獲雲門舞集藝術總監林懷民邀請於雲門舞集２團編舞。
- 2007 驫舞劇場合作製作《速度 - Velocity》獲台新藝術獎。
- 2007 兩廳院20週年演出，委託創作《低語 - Whisper》。
- 2007 獲羅曼菲舞蹈獎助金補助科技表演作品《SPIN - 轉》，獲國立台灣美術館推薦，應邀於法國 Enghien-Les-Bains Centre des Arts 國際科技藝術節演出。
- 2005 獲菁霖基金會獎學金赴美，於美國舞蹈節編作《Messed》，獲舞評家Byron Woods譽為「舞蹈節最佳舞作」，刊於美國獨立週報(Independent Weekly)。
- 2005《灰階》獲「舞躍大地」舞蹈創作比賽銀牌。
- 2004 首次編舞，《自己》獲「舞躍大地」舞蹈創作比賽銀牌。

## 舞作
- 《墨 - Ink》、《小螞蟻與機器人 - Little Ant & Robot》、《長路 - A Million Miles Away》、《地平面以下 - Under the Horizon》、《黃翊與庫卡 - HUANG YI & KUKA》、《第二層皮膚 - Second Skin》、《量身訂做 - Special Order》、《雙黃線 - Double Yellow Lines》、《浮動的房間 - Floating Domain》、《低語 - Whisper》、《SPIN》、《光 - Light》、《無聲雨 - Lost for Words》、《TA-TA for Now》、《紅 - Red》、《流魚 - Wicked Fish》、《身．音 - Body・Sound》、《Messed》、《灰階》、《自己》等⋯⋯

## 外部連結
HUANG YI STUDIO＋ （页面存档备份，存于）